# Mandevilla sanderi

Mandevilla sanderi, también llamada Dipladenia sanderi y jazmín brasileño es una enredadera perteneciente al género Mandevilla. Cultivada como planta ornamental, la especie es endémica del estado de Río de Janeiro en Brasil. Es una planta perenne, de rápido crecimiento, trepadora, con brotes de poda de aproximadamente 60 cm por año.

## Etimología
El nombre del género Mandevilla fue otorgado por John Lindley, un botánico, en memoria de Henri Mandeville (1773-1861), uno de sus compañeros entusiastas de la jardinería británica que fue diplomático en Buenos Aires (Argentina). El nombre de la especie sanderi se refiere a Henry Frederick Conrad Sander (1847-1920), un horticultor y coleccionista de Hertfordshire (Reino Unido) que llevó la planta desde Brasil.
En 1896, W. B. Hemsley de Kew Gardens hizo la primera descripción botánica de la planta que llamó Dipladenia sanderi Hemsl. Pero en 1933, Robert E. Woodson, quien había realizado un gran estudio taxonómico de las apocináceas, realizó cambios significativos en la circunscripción de Mandevilla. Al incluir varios géneros, incluyendo Dipladenia dentro de Mandevilla, la planta terminó con el nombre de Mandevilla sanderi.

## Descripción
Mandevilla sanderi es un arbusto con un hábito naturalmente espeso, de 2 a 3 metros de altura, o 4,50 metros si el clima es cálido, puede desarrollar tallos leñosos largos basados en lignina y trepa alrededor de algún soporte. Este crecimiento entrelazado se caracteriza por largos entrenudos, hojas pequeñas y un tallo que rara vez lleva flores. La planta contiene un látex blanco, viscoso, tóxico, que puede ser irritante. Tiene raíces finas y raíces tuberosas grandes que contienen almidón y una reserva de agua que le permite resistir la sequía. Las hojas siempreverdes, pecioladas, gruesas, coriáceas, verde oscuro son opuestas, que crecen hasta los 6 cm de longitud. La hoja es ovada-elíptica, de 5–6 cm de largo, con una superficie superior brillante y una epidermis gruesa. El ápice pronto toma la forma acuminada.
Las inflorescencias son racimos simples, generalmente terminales (a veces axilares) que se juntan en un momento dado, 3-4 granos y una flor grande de color rosa-rojo floreciente, de 4 a 7 cm de diámetro. Cada flor tiene un cáliz en taza con cinco dientes lanceolados-subulados escarios, una gran corola infundibular de color rosa (en forma de embudo) formada por un tubo cilíndrico de 4–5 mm de diámetro, que se ensancha abruptamente en un tubo de 15-18 × 25– 30 mm, terminados en 5 lóbulos ovalados, acuminados, esparcidos, parcialmente solapados. Los cinco estambres incluidos incluyen hilos insertados en el tubo y anteras conectivas, formando un anillo alrededor de la cabeza. El largo período de floración se extiende desde la primavera hasta el otoño. Las flores crecen gradualmente desde principios de verano hasta finales de invierno, creciendo 2-3 en tallos en las esquinas de las hojas.
Es fruto es una cápsula seca, formada de dos largos folículos, que se abre a lo largo como una silicua.

## Cultivo
En las regiones templadas de Europa, M. sanderi se suele cultivar en macetas en interiores y exterioriores en verano. Las formas hortícolas se venden generalmente bajo el nombre de Dipladenia.
En el interior, se debe instalar la planta en un área luminosa, protegida de corrientes de aire. En el exterior, se coloca en un lugar cálido y luminoso bajo el sol, evitando que el sol del mediodía la estropee. En terreno abierto, una vez bien instalado, soporta bien la sequía. Pero en caso de heladas, muere inmediatamente.
La planta requiere un riego regular durante el período de floración que permita que el suelo se seque bien entre dos riegos. Nunca se debe mantener el suelo demasiado húmedo. Sin embargo, la planta acepta bien el rociado con agua no calcárea. Durante el invierno, en el interior, lo mejor es espaciar bien el riego.
Cada quince días, se recomienda agregar fertilizante para las plantas con flores durante el riego de verano.